# Степанов, Алексей Владимирович
Алексе́й Влади́мирович Степа́нов (5 декабря 1977, Ижевск, СССР) — российский футболист, вратарь.

## Карьера
Карьеру игрока начал в 1994 году в ижевском «Зените», за который провёл 41 матч, пропустив 76 мячей. В 1996 году перешёл в другой ижевский клуб «Газовик-Газпром», за который в то время сыграл 2 матча и пропустил 4 мяча. Сезон 1998 года провёл в клубе «Энергия» из города Чайковский, где сыграл 27 матчей и пропустил 29 мячей. В 1999 году вернулся в ижевский «Газ-Газ», за который играл до 2001 года включительно, проведя за это время 66 матчей и пропустив 74 мяча. В 2002 году перешёл в пермский «Амкар», в составе которого в 2004 году, дебютировав в Высшем дивизионе, на старте первенства провёл самую продолжительную в сезоне среди всех команд «сухую серию», которая длилась 388 минут, всего за «Амкар» сыграл 123 матча, пропустив 125 мячей. 
В 2007 году перешёл в ярославский «Шинник», которому помог в том же году выйти в Высший дивизион. 11 августа 2008 года перешёл в «Кубань», с которой подписал контракт на 2,5 года. Дебютировал в составе «Кубани» 26 августа 2008 года в матче против «Сибири», выйдя в стартовом составе и отстояв весь матч на ноль. Всего за «Кубань» в том сезоне провёл 14 матчей, в которых пропустил 9 мячей, и стал, вместе с командой, серебряным призёром первенства. В сезоне 2009 года сыграл 8 матчей, в которых пропустил 12 мячей, кроме того, провёл 5 матчей за молодёжный состав, в которых пропустил 9 мячей.
10 февраля 2010 года стало известно, что «Кубань» выставила Степанова на трансфер. 17 марта было сообщено, что Алексей находится на просмотре в хабаровском клубе «СКА-Энергия», в состав которого был официально заявлен 24 марта. 18 апреля 2011 года дебютировал за «Луч-Энергию» в матче против сочинской «Жемчужины», выйдя на 72 минуте на замену из-за удаления вратаря Александра Котлярова. Летом 2012 года перешёл в «Спартак-Нальчик», контракт был рассчитан на 1 год. В августе 2020 года стал тренером вратарей в ФК «Амкар».

## Достижения

### Командные
- Победитель в Первом дивизионе России (2): 2003 («Амкар»), 2007 («Шинник»)
- Серебряный призёр Первого дивизиона России (выход в Высший дивизион) (1): 2008 («Кубань»)
- Бронзовый призёр первенства ФНЛ: 2012/13

### Личные
- Лучший вратарь Первого дивизиона России (1): 2003
- Второй лучший футболист Пермской области (2): 2004, 2005